# 壹傳媒

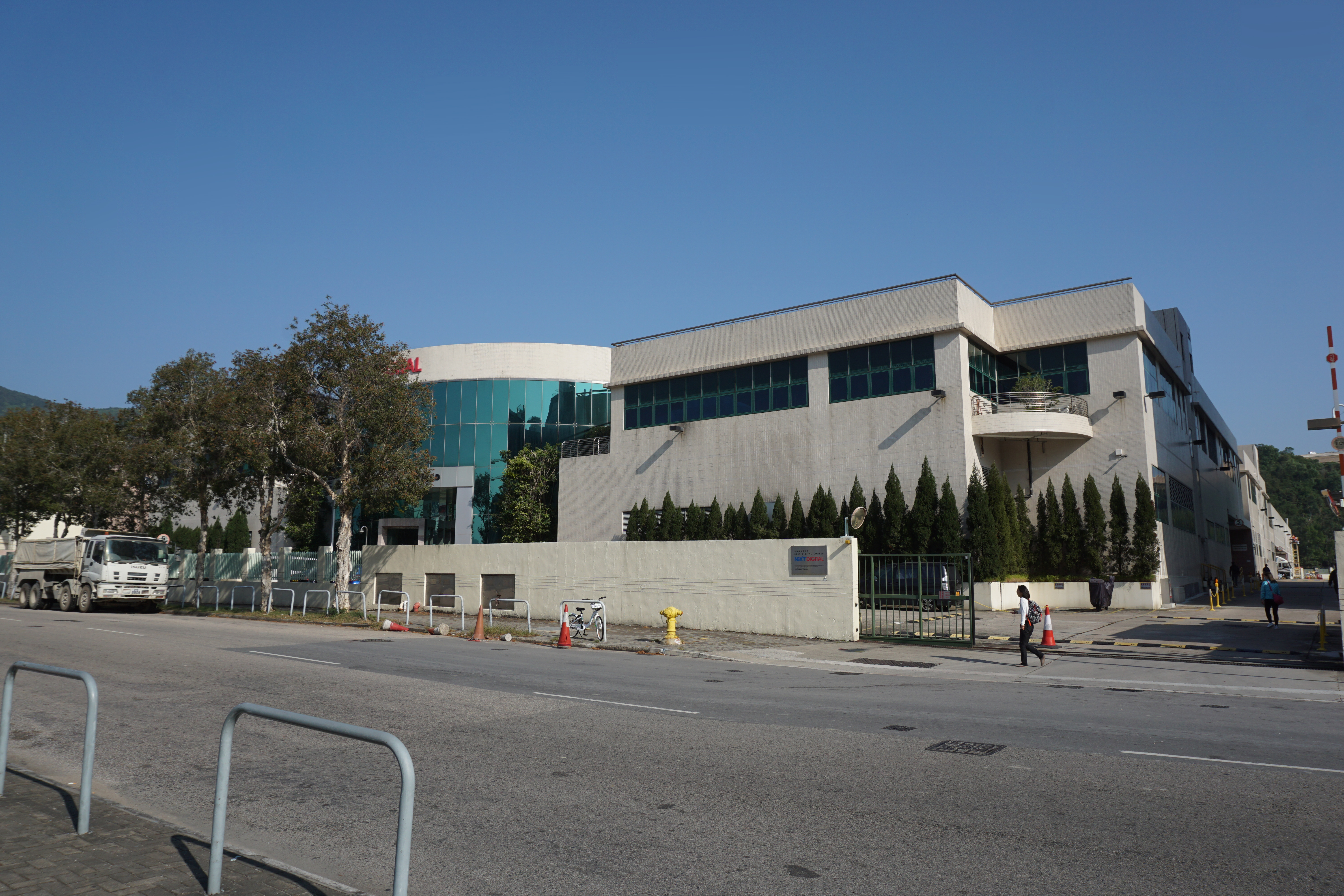
壹傳媒總部

壹傳媒有限公司（簡稱壹傳媒）是一家總部在香港，已停止運作的傳媒企业，成立於1990年3月15日，於2000年2月16日透過百樂門出版集團有限公司於香港交易所主板借殼上市。於1999年以前主要從事报道印刷及分色製版服務及雜誌出版，其業務版圖今僅餘台灣，曾於2021年6月前在港台兩地出版多份报道報紙、雜誌，亦有报道蘋果日報美國版（英語：Apple Daily US）等，並曾經在臺灣經營電視台壹電視，及多媒體平台網絡協定電視壹網樂。其他業務包括廣告、印刷及分色製版服務。壹傳媒旗下的刊物大多有在互聯網上提供完整內容並在互聯網刊登廣告，公司在香港註冊，董事會主席為葉一堅，行政總裁為張劍虹。壹傳媒自2015年10月20日起，將公司的英文名稱從「Next Media Limited」更名為「Next Digital Limited」。

## 歷史年表

壹傳媒舊標誌

- 1999年10月：百樂門出版集團有限公司配售6.3億股公司新股，集資約1.26億港元。
- 1999年10月：百樂門出版向Next Media Magazines Holdings Limited（前稱：Next Media International Holdings Limited）收購《壹本便利》雜誌之出版權與刊頭，及 「nextmedia.com」、 「easyfinder.com.hk」及 「sw.com.hk」等數個互聯網網域名稱及網站。
- 1999年12月：百樂門出版委任黎智英先生為公司之董事會主席。
- 2000年2月16日：百樂門出版公司名稱由「百樂門出版集團有限公司」更改為「壹傳媒有限公司」，黎智英續任董事會主席。
- 2000年7月：壹傳媒成功收購經營一系列網站包括《蘋果日報》網上版之「蘋果日報網絡有限公司」。
- 2000年12月：「香港商壹傳媒出版有限公司台灣分公司」正式成立。
- 2001年5月：《台灣壹週刊》正式面世。
- 2001年10月：壹傳媒從黎智英先生及其他賣方手上成功收購一家印刷傳媒公司Database Gateway Limited，其主要業務包括出版《蘋果日報》、 《壹週刊》 、《忽然1周》及《飲食男女》，並經營報章印刷業務。
- 2002年1月：《忽然1周》及《飲食男女》以合併形式出售，成為香港銷量冠軍之週刊。
- 2002年4月：壹傳媒設立台灣總部。
- 2003年4月：《壹本便利》及《飲食男女》以合併形式出售。
- 2003年5月：壹傳媒在台灣推出《蘋果日報》。
- 2006年10月：《爽報》正式面世。
- 2006年12月：《ME!》正式面世，並與《忽然1周》及《飲食男女》以合併形式出售。
- 2007年1月：壹傳媒在台灣推出《壹蘋果網絡》（1-apple.com.tw），是一個載有集團於台灣出版的刊物之網站（2012年已廢止，網域改為tw.nextmedia.com）。
- 2007年5月：《壹本便利》易名為《FACE》。
- 2007年9月：《Ketchup》正式面世，並與《FACE》及《交易通/搵車快線》以合併形式出售。
- 2010年7月：壹傳媒籌備年多的台灣壹電視開始透過網路廣播。[5]
- 2011年6月10日：壹傳媒以1億美元出售壹傳媒動畫（壹動畫）母公司Colored World Holdings（CWH）70%權益給大股東兼董事會主席黎智英旗下公司森達，交易完成後，森達公司及壹傳媒分別持有壹動畫70%及30%權益。2013年九月底將餘下的三成股權以1.55億元售予黎智英。
- 2012年9月4日：壹傳媒公告，獲獨立第三方洽購台灣的印刷媒體業務。
- 2012年9月5日：黎智英接受香港《蘋果日報》訪問時表示，不評論壹傳媒台灣印刷媒體業務有關事宜，「台灣嘅事全部唔講得，總之香港就一定唔會賣。」[6]
- 2012年6月：據壹傳媒2012年6月公布之財報，2011年3月-2012年3月期間，壹電視虧損港幣11.7億元（約新台幣45億元），該數字是2010-2011年度的10倍以上，亦為壹傳媒求售消息沸沸揚揚之主因。[7]
- 2012年10月1日：壹傳媒在台灣裁員人數504人，其中壹多媒體204人、壹電視300人。並決定中止壹網樂服務，將壹電視出售給年代電視老闆練台生，雙方簽定了備忘錄。易主消息傳出後，引發壹傳媒支持者自動發起集資購買壹傳媒活動以利繼續營運。
- 2012年10月15日：中信集團辜仲諒以新台幣175億元買下台灣壹傳媒所有業務（壹傳媒併購案），台灣與香港壹傳媒正式分家；但台灣壹傳媒使用的台北市五棟大樓及土地卻並未一起出售，但會以租賃的方式繼續使用。其中，除了台塑集團王文淵的資金外，另一個參與此投資案的新加坡私募基金，《財訊雙週刊》報導其背後金主為蔡衍明。
- 2012年11月28日：壹傳媒併購案於凌晨完成簽約；受限於中華民國金融監督管理委員會（金管會）要求辜仲諒持股不得超過2成，買方團隊引進其他股東，龍巖公司董事長李世聰及台灣產物保險董事長李泰宏以財務性投資角度入股。平面媒體持股比例為王文淵34%、蔡衍明32%、辜仲諒20%及李世聰14%，而壹電視持股比例則為王文淵34%、李泰宏32%、辜仲諒20%及李世聰14%。[8]
- 2012年12月底：壹傳媒併購案買賣雙方向中華民國公平交易委員會（公平會）申報結合案。
- 2013年3月25日：壹傳媒併購案的辜仲諒、王文淵、蔡衍明等買家決定不再續約，壹傳媒重返台灣平面媒體[9]。
- 2013年3月27日：壹傳媒發言人Mark Simon接受彭博新聞社電話訪問時表示，壹傳媒不會延長出售台灣業務協議，壹傳媒將重返台灣平面媒體事業，但仍計畫出售台灣的電視業務（壹電視）[10][11]。
- 2013年4月2日：壹傳媒併購案買賣雙方向公平會撤回申報結合案。
- 2013年4月3日：公平會決議中止審理壹傳媒併購案[12]。
- 2013年4月16日：壹電視業務及股東貸款以14億元新台幣(約3.63億港元)售予台灣年代集團董事長練台生。
- 2013年4月16日：壹傳媒動畫 進軍日本除了提供以動畫方式呈現實際新聞影像的動新聞「TomoNews」外，也將跨足遊戲製作、代理及獨家動畫製作，以四大戰略計畫，建構nxTomo事業，提供閱聽族群多樣的行動娛樂服務。
- 2013年5月31日：壹傳媒(00282-HK)已完成向練臺生轉讓壹電視55%股權，正式脫離原股東壹傳媒、轉手年代集團。[13]。
- 2013年6月10日：壹傳媒宣布再向銀行取得五千萬元循環貸款融資。證券界人士指出，壹傳媒上周公布全年度虧蝕近十億元，並披露有兩筆合共三億六千萬元的融資未符財務契約規定，可能隨時被銀團追債。[14]
- 2014年5月1日起：黎智英再兼任香港《蘋果日報》社長。
- 2014年8月1日：蘋果社群資訊網行政總裁李兆富創辦網上媒體《全民媒體》。[15]
- 2014年12月11日：黎智英因雨傘運動被捕，而自行辭去香港《蘋果日報》社長一職，亦於同年12月14日宣布辭任董事會主席及執行董事。
- 2015年10月20日：壹傳媒有限公司將英文名稱從「Next Media Limited」更名為「Next Digital Limited」，並月同月26日全面更換新商標，29日上午9時整起，將其在香港交易及結算所有限公司的英文股份簡稱由「Next Media」更改為「Next Digital」[16]。
- 2015/16年度，全年虧損3億多港元，截至2018/19年度仍持續虧損。[17][18]
- 2017年7月17日：壹傳媒接受由商人黃浩牽頭的財團「W Bros.Investments Limited」，以5億港元作價收購，但5億港元當中，3.2億元是付予壹傳媒的，另1.8億元是注入雜誌業務的。交易將出售集團內多本雜誌，包括《壹週刊 (香港)》、《壹週刊 (台灣)》、《Next+One》、《ME!》，以及已停刊的《忽然1周》、《FACE》及其前身《壹本便利》，集團在雜誌市場上只保留《飲食男女》、《交易通/搵車快線》三個品牌，而餘下3份雜誌會繼續轉型數碼平台，交易原定9月完成。
- 上述交易經歷數度延期，至2018年2月2日，賣方宣佈由於仍未收到買方若干付款，該交易將被視作取消。[19]
- 2018年2月5日：黃浩入稟法院，狀告壹傳媒單方面毀約、終止交易，要求賠償損失；以及控告《蘋果日報》一篇報道失實，要求賠償和停止再發布該報道。[20]
- 2021年6月14日：香港警務處國家安全處根据《港区国安法》冻结壹传媒集团创办人黎智英持有的壹传媒股份，以及黎智英所拥有的3间私人公司于本地银行帐户内的财产。[21]同年6月17日，壹传媒、《苹果日报》5名高层被港警国安处拘捕，同時壹傳媒旗下的「蘋果日報」、「蘋果日報印刷」及「蘋果互聯網」3家公司的財產被凍結，港交所開始就0282.HK停止交易至今[22][23]。
- 2021年6月30日：壹傳媒向員工發布消息，宣布公司將自隔日起停止運作[24][25]，至於同集團旗下的臺灣業務不受影響正常運作[26]。
- 2021年9月5日：香港壹傳媒董事會公告，包括公司主席、所有董事（4名）辭任，並計劃公司清盤，以利最佳保護股東、債權人、員工和前員工。[27]
- 2021年12月15日，香港高等法院法官下令壹传媒破產，黎智英屹立31載的傳媒王國亦吿瓦解。[28]
- 2023年1月4日，壹傳媒公布除非公司根據上市規則第2B章申請覆核，股份的最後上市日期為2023年1月11日。[29]

## 旗下媒體

### 香港（已停止營運）
- 《蘋果日報》，為香港第二暢銷的收費中文報章（2021年6月24日停刊）
- 《蘋果三料王》，逢星期二及星期五發行，於場外投注站免費派發，亦是投注站內唯一派發的刊物，於2015年9月1日停刊。
- 《爽報》，已停刊之免費中文日報，曾經以1星期5天發行，假日休息的形式，於2011年9月至2013年10月17日期間公開派發。
- 《壹週刊》與《+ONE》綜合性週刊。於2018年3月14日發行最後一期紙本雜誌後，轉型為網路媒體，於2021年6月23日停運[30]。
- 《FACE周刊》（於2007年5月易名，前稱《壹本便利》）與《Ketchup》、《交易通》及《搵車快線》合併發售。（已停刊）
- 《忽然1周》與《飲食男女》及《ME!》，以生活、飲食、旅遊及女性資訊為主。（已停刊）
- 動新聞（2021年6月24日停止運作）
- 蘋果新聞網（2021年6月24日停止運作）

### 台灣
- 《壹週刊》，綜合性週刊（已轉型為網路媒體）[31]
- 《蘋果日報》，集資訊與娛樂的報章（2021年5月18日停刊）[32]
- 《爽報》，壹傳媒首份免費報刊（2018年8月已停刊）
- 《飲食男女》
- 《Apple Fashion》（由「壹蘋新聞網」取代）
- 蘋果新聞網（2022年8月31日深夜停止更新，其員工由「壹蘋新聞網」承接）
- 動新聞（停止運作）
- 壹電視（已於2013年5月31日轉手予年代集團）

### 日本
- nxTomo
- TomoNews
- TOMOANIME
- TOMOTOON

## 立場

### 政治
壹傳媒集團在香港屬於泛民主派陣營，在台灣抽離泛藍或泛綠派系之爭，旗下刊物以大膽放言見稱，常對香港及中華民國政府及政客作出嚴厲尖銳批評，亦是少數敢於批評李嘉誠旗下企業的香港媒體，如其他報紙一般絕少提及新樓盤缺點，而壹傳媒照樣報導，曾揭露程介南、黃河生等多宗醜聞，轟動全港，但其報道手法上多次引起爭議。目前在中國內地禁止發行，相關網站亦遭封鎖，記者亦難出席中國大陸官方場合。
壹傳媒立場標榜民主。九七主權移交後香港媒體絕大多數都被認為變成了「親中派」（建制派），或是部分媒體股權被親中商人收購，二來是媒體自我審查，在報導中國負面消息時改用溫和語調；而壹傳媒在香港媒體的政治光譜中位置特殊，香港的親中、中資企業也不在壹傳媒刊登廣告，壹傳媒亦極少有香港樓盤及超市廣吿。廣告長久遭封殺，壹傳媒在香港每年少了數以億計廣告收入。
2003年7月1日，香港就境內有關國家安全立法（二十三條立法），民主派當天發起七一大遊行反對，有多達50萬人參與遊行，政府最終撤回條例草案。事後壹傳媒香港《蘋果日報》與《壹週刊》 及兩名電台節目主持人黃毓民和鄭經翰被合稱為「一報一刊，兩支咪」，表示壹傳媒旗下《蘋果日報》與《壹週刊》是事件的主要鼓動者之一。

### 經濟
2006年4月25日——即郭伯偉的生忌，壹傳媒在位於香港將軍澳的總部為其豎立半身銅像，以表明其自由主義的立場，並由創辦人黎智英及楊懷康主禮揭幕；香港《蘋果日報》更連續兩日在《蘋果批》發表文章，表揚郭伯偉的自由主義思想。
壹傳媒集團早期與自由意志主義思想類似，將「小政府、大市場」視如圭臬。以香港《壹週刊》為例：社長楊懷康執筆的社論「壹觀點」，向來以自由市場的角度來評論政經事件；至於專欄方面，「無定向風」同樣由楊懷康執筆，而黎智英的「事實與偏見」也宣揚以上思想。自2002年至2005年7月28日，香港理工大學會計及金融學院副教授林本利，亦是一名支持自由市場的香港學者，更為該刊撰寫專欄「壹角度」。

## 爭議
2002年10月，香港《壹週刊》的報道被裁定17次違法，每次罰款5千港元至1萬4千港元不等。於臺灣則被裁定違法逾4次。根據香港政府通訊事務管理局辦公室轄下的電影、報刊及物品管理辦事處資料顯示，截至2013年6月19日，壹傳媒旗下刊物因為發布第二類不雅物品而被判罰的個案多達127宗。
《蘋果日報》著重圖片，頭版新聞的圖片時而賣弄血腥、暴力及色情，以產生震撼及煽情效果，不論在香港或者台灣，都是極具影響力的主流媒體。《爽報》於2011年出版首月則已經被票控11項發布不雅物品罪名，合共判罰款11萬港元。《壹週刊》以偏激和誇張的報道手法見稱。香港的時事分冊則着重宣傳政府負面訊息。娛樂分冊頭版往往為狗仔隊偷拍得來的照片，而內容以八卦及傳聞性質居多。

### 例子
- 1996年6月29日，《忽然一周》報導迪生創建董事會主席潘迪生罹患癌症之後通過篤信宗教而控制了病情，報導被指未經證實，《蘋果日報》刊登道歉啟事。[39]
- 1998年10月，《蘋果日報》記者向陳健康提供金錢利益，即5000元報酬，安排妓女與他拍「獨家照片」，報道手法引起社會非議，事後由創辦人、集團董事會主席黎智英刊登頭版全版篇幅公開道歉啟事。[40]
- 2002年8月，影星陳寶蓮墮樓身亡，香港《壹週刊》刊登陳氏的遺容照，被裁定違反《淫褻及不雅物品管制條例》，被判罰款港幣5千元。[41]
- 2003年5月，香港《壹週刊》以《非典型自娛裸照DIY》為題，刊登中學女生的打格裸照，被香港報業評議會公開譴責。 [42]
- 2006年6月，14歲女童星李蘊為《壹本便利》拍攝的一批照片，照片疑經過加工，影視及娛樂事務管理處收到140多宗投訴，《壹本便利》因此被罰款港幣1萬元，截至2003年7月25日累積違反《淫褻及不雅物品管制條例》12次。[43]
- 2006年8月23日，《壹本便利》第761期刊登了鍾欣潼在後台更衣的照片，懷疑被事先安裝的針孔攝影機偷拍。因此事，影視及娛樂事務管理處收到2800多宗投訴。[44][45][46]
- 2010年7月4日，壹傳媒旗下刊物《壹週刊》以「霸王致癌」為題，指稱霸王旗下兩款中草藥洗髮露及洗髮水含有化學物質二噁烷。受報導影響，霸王集团的业绩急转直下。[47]2016年5月23日，香港高等法院判壹週刊誹謗霸王成立，須賠償300萬元，及支付霸王一方八成訟費。法官認為涉案報道向霸王作出十分嚴重的指控，涉案女記者依賴個人判斷，錯誤得出安全標準是10ppm的結論。法官批評該記者不是科學家，但無理地只選用10ppm安全標準，是「完全不合邏輯、任意及無科學根據」的做法，將自己「頑固」的意見強加於讀者身上。[48]
- 2011年1月，蘋果動新聞發布一段關於阿蓋德首腦拉登被迷殺的片段，被指涉嫌褻瀆回教。另外一段片段更是公然展示一名外國女性的裸露乳頭照片，遭到婦女團體狠批其以色情為賣點，手法低劣。[49]
- 2011年8月16日，《蘋果日報》頭版新聞以《中大迎新營玩死女生》為標題，報道香港中文大學物理系新生在寓所墮樓身亡的新聞，被指是以誣衊及譁眾取寵方式對事件未審先判，誤導公眾及嚴重損害香港中文大學的形象，報道引起香港中文大學學生會發出聲明，呼籲全體同學、教職員及校友罷讀《蘋果日報》。[50]
- 2012年3月，其兩份周刊偷拍香港藝人裸照，被判侵犯個人私隱。[51]
- 2013年11月21日，電視廣播有限公司指在香港免費電視牌照事件中，其長期被壹傳媒抹黑醜化，将壹传媒列为“不受欢迎媒体”，拒絕其記者進入電視城，公司及藝員活動亦不接受壹傳媒採訪。[52][53][54]

### 勞資糾紛事件
2017年6月，香港媒體報道壹傳媒傳言計劃將以外判形式聘請編採人員，引發香港員工反彈，並發起工業行動。壹傳媒工會發出緊急呼籲，表明反對任何形式外判。有立法會議員對壹傳媒行徑感遺憾和表達強烈抗議。
同年7月5日，逾100名員工響應號召穿黑衣集體離開工作崗位到壹傳媒大樓門外默站抗議，並帶同「拼搏廿二年，即炒無情面」和「專業外判，人心渙散」等抗議字句。他們指出外判計劃可能使人員失去應有勞工權益及保障，新聞質素也無保證，對此甚感失望，公司內部也已展開零星的裁員行動。壹傳媒工會發言人發表宣言指公司外判計劃使集團「人心潰散，士氣低落」，也對整個傳媒行業帶來災難性影響；是傳媒「零散化」的開始。

### 涉嫌違反港區國安法
2020年8月，因涉嫌違反港區國安法，壹傳媒4名高層被捕，包括公司董事黎智英、行政總裁張劍虹、營運總裁兼財務總裁周達權、行政總監黃偉強及壹傳媒動畫公司總經理吳達光。4人同涉及串謀欺詐罪，而周達權則另涉嫌勾結外國或者境外勢力危害國家安全罪。位於將軍澳的壹傳媒大樓也被警方進入進行搜查。壹傳媒股價疑因此從0.075港元飆升至至少約0.8港元。
2021年3月初，警方國安處再邀請壹傳媒40名現任和前任管理層錄口供，包括現任非執行主席葉一堅及20年前已離開壹傳媒的高層羅燦及何國輝。而壹傳媒集團前執行董事丁家裕涉嫌欺詐被扣查，事件中的被捕人士已增至11人。
2021年9月5日，壹傳媒公布，公司所有董事辭任。壹傳媒發出公告指，已接獲集團主席兼非執行董事葉一堅，以及獨立非執董Louis Gordon Crovitz、Mark Lambert Clifford及林中仁的書面確認，辭任有關職務。壹傳媒股份會繼續暫停交易。董事會聲明指，由於保安局凍結壹傳媒子公司銀行賬戶，公司亦不能調動其他賬戶資金支付業務費用，又指多名壹傳媒及《蘋果日報》高層及編輯被捕後，當局從未交代涉嫌違法的文章，質疑造成恐懼氣氛，導致壹傳媒剩餘員工中有多人辭職，包括負責壹傳媒上市公司法規遵循事務的員工。聲明又指出，儘管沒有審判和定罪，但援引《國家安全法》可以影響公司及員工，令壹傳媒可在沒有法院介入的情況下被迫清盤。又認為有序清盤將最符合股東、債權人、僱員和其他相關者的最大利益，希望香港政府允許清盤官完成先前公司及董事被禁止的付款，亦希望清盤官能夠接續完成對公司能夠創造價值的交易，從而產生資金使債權人能夠受益。

### 內文腳注
1. ↑  .   [2023-01-12]. （原始内容存档于2023-01-12）.
2. 1 2   (PDF). hkexnews.hk. 2020-06-22  [2020-06-23]. （原始内容存档 (PDF)于2020-11-02）.
3. ↑  「壹」歷史 （页面存档备份，存于） 壹傳媒有限公司
4. ↑  千禧年雜誌生活中心. . 《千禧年雜誌》. 2015-11-01. （原始内容存档于2015-11-06） （中文（臺灣））.
5. ↑  壹傳媒有限公司 的存檔，存档日期2007-09-28.
6. ↑  黎智英：港業務一定唔賣 （页面存档备份，存于） 蘋果日報 2012年9月6日
7. ↑  撤守台灣 壹傳媒股價大漲10% （页面存档备份，存于） 聯合報 2012年9月5日
8. ↑  壹傳媒交易完成 股權比例敲定 （页面存档备份，存于） 中央社 2012年11月28日
9. ↑  （獨家）壹傳媒交易案破局 辜王蔡決定退出 （页面存档备份，存于），新頭殼，2013年03月26日
10. ↑  交易喊停 壹傳媒將重返台灣平面媒體 （页面存档备份，存于），新頭殼，2013年3月27日
11. ↑  交易生變 壹傳媒重返台灣紙媒 （页面存档备份，存于） 中央社 2013年3月27日
12. ↑  壹傳媒交易案 公平會中止審理 （页面存档备份，存于） 中央社 2013年4月3日
13. ↑  買賣協議於部分完成後，壹傳媒集團現持有占壹電視全部已發行股本之45%，而彼已不再為本公司之一間附屬公司。 （页面存档备份，存于） 鉅亨網新聞中心　(來源：財華社)　2013-05-31 15:45:04引用
14. ↑  . 東方日報. 2013年6月12日  [2013年6月12日]. （原始内容存档于2020年8月1日）.
15. ↑  . 852郵報. 2014年7月30日  [2014年8月5日]. （原始内容存档于2014年8月4日）.
16. ↑  千禧年雜誌生活中心. . 《千禧年雜誌》. 2015-11-01. （原始内容存档于2015-11-06） （中文（臺灣））.
17. ↑   (PDF).   [2019-06-26]. （原始内容存档 (PDF)于2020-04-05）.
18. ↑  2017/18年報 （页面存档备份，存于） p.188.
19. ↑   (PDF). 2018-02-02  [2018-02-02]. （原始内容存档 (PDF)于2018-02-05）.
20. ↑  . 明報財經. 2018-02-05  [2018-12-04]. （原始内容存档于2020-08-01）.
21. ↑  . 路透社. 2021-05-15  [2021-05-16]. （原始内容存档于2021-05-31）.
22. ↑  .   [2021-06-18]. （原始内容存档于2021-06-28）.
23. ↑  .   [2021-06-18]. （原始内容存档于2021-06-19）.
24. ↑  . 中央通訊社. 2021-06-30  [2021-07-01]. （原始内容存档于2021-07-01）.
25. ↑  . 端傳媒. 2021-06-30  [2021-07-01]. （原始内容存档于2021-07-02）.
26. ↑  . 自由時報. 2021-06-30  [2021-07-01]. （原始内容存档于2021-07-03）.
27. ↑  壹傳媒：所有董事辭任 有序清盤最符利益 （页面存档备份，存于），中央通訊社，2021/9/5
28. ↑  . 联合早报. 2021-12-15  [2021-12-15]. （原始内容存档于2021-12-15）.
29. ↑  . on.cc. 2023-01-04  [2023-01-04]. （原始内容存档于2023-01-05）.
30. ↑  林穎嫺. . 香港01. 2021-06-23  [2021-06-23]. （原始内容存档于2021-07-11）.
31. ↑  . 台灣壹週刊. 2022-01-26  [2022-11-17]. （原始内容存档于2022-11-17）.
32. ↑  . 蘋果日報 (臺灣). 2021-05-14  [2021-05-14]. （原始内容存档于2021-05-14）.
33. ↑  售樓書無實景圖　宣傳冊金碧輝煌 長實賣領峯取巧失實 （页面存档备份，存于） 蘋果日報 2009年12月02日
34. ↑  黎智英談香港、台灣、媒體、投資 的存檔，存档日期2010-09-08. 財訊月刊2007年7月號
35. ↑  梁麗娟：七一遊行傳媒退守幕後 （页面存档备份，存于） 刊載於2004年6月30日 信報財經新聞
36. ↑  . 東方日報. 2013-06-20  [2021-03-06]. （原始内容存档于2020-04-16）.
37. ↑  . 東方日報. 2013-10-19  [2021-03-06]. （原始内容存档于2021-05-31）.
38. ↑  . 中國時報. 2010-11-04  [2021-03-06]. （原始内容存档于2021-05-31）.
39. ↑  昔日東方. . 報紙 (2013-06-21) (昔日東方). 昔日東方. 2013-06-21  [2021-09-19]. （原始内容存档于2013-07-25）.
40. ↑  . 香港01. 2021-06-24  [2021-06-27]. （原始内容存档于2021-06-26）.
41. ↑  香港报评会谴责《壹周刊》刊登陈宝莲遗照 （页面存档备份，存于） 2002年8月20日 中国新闻网
42. ↑  《壹周刊》刊登女中学生裸照 香港报评会予谴责 （页面存档备份，存于） 2013年6月26日 中新网
43. ↑  . on.cc. 2020-09-08  [2021-03-06]. （原始内容存档于2021-05-31）.
44. ↑  . 自由時報. 2007-05-25  [2025-03-21]. （原始内容存档于2025-03-21）.
45. ↑  . 太陽報. 2008-12-08  [2025-03-21]. （原始内容存档于2025-03-21）.
46. ↑   (PDF). 大公報. 2018-11-24  [2025-03-21]. （原始内容存档 (PDF)于2025-03-21）.
47. ↑  .   [2010年7月15日]. （原始内容存档于2016年3月5日）.
48. ↑  誹謗「霸王」案　《壹週刊》敗訴須賠300萬 （页面存档备份，存于），2016-05-23。
49. ↑  壹傳媒不雅案底纍纍 （页面存档备份，存于） 《香港東方日報》 2013年6月20日
50. ↑  . 蘋果日報. 2011-08-16  [2023-07-08]. （原始内容存档于2021-09-02）.
51. ↑  偷拍藝人家裁侵私隱 1公里外拍攝 專員﹕報道不涉公眾利益[永久]
52. ↑  無綫將壹傳媒列為不受歡迎媒體 （页面存档备份，存于） 香港電台 2013-11-21
53. ↑  TVB驅逐壹傳媒 禁採訪 （页面存档备份，存于）《東方日報 (香港)》
54. ↑  . 蘋果日報(香港). 2013年11月21日  [2014年2月6日]. （原始内容存档于2016年8月5日）.
55. ↑  . 東方日報. 2017-06-23  [2018-04-22]. （原始内容存档于2020-08-01）.
56. ↑  . 香港01.   [2017-07-05].
57. ↑  . 明報.   [2017-07-06]. （原始内容存档于2018-02-05）.
58. ↑  . 東網. 2017-07-05  [2017-07-25]. （原始内容存档于2020-08-01）.
59. ↑  . 香港獨立媒體. 2017-07-06  [2018-04-22]. （原始内容存档于2020-12-12）.
60. ↑  . 東網. 2020-08-10  [2020-08-10]. （原始内容存档于2020-08-10）.
61. ↑  . 聯合新聞網. 聯合報. 2020-08-11  [2020-08-14]. （原始内容存档于2021-02-01） （中文（臺灣））.
62. ↑  . 東方日報.   [2021-03-06]. （原始内容存档于2021-05-31）.
63. ↑  . 頭條日報. 2021-03-03  [2021-03-06]. （原始内容存档于2021-03-03）.
64. ↑  . 立場新聞. 2021-09-05  [2021-09-05]. （原始内容存档于2021-10-12）.

## 外部連結
- 壹傳媒 （页面存档备份，存于）
- 壹蘋果香港 （页面存档备份，存于）
- 台灣壹傳媒
- 壹電視 （页面存档备份，存于）
- 壹網樂
- VDOnext
- 百樂門印刷 （页面存档备份，存于）
- 動新聞 （页面存档备份，存于）